# Slag bij Denain
De Slag bij Denain werd op 24 juli 1712 uitgevochten tijdens de Spaanse Successieoorlog. De slag resulteerde in een Franse overwinning tegen de gecombineerde Nederlandse en Oostenrijkse leger.

## Aanloop
Na een reeks van nederlagen aan Franse zijde tegen de geallieerde strijdkrachten leek de situatie van Frankrijk toch beter na de Slag bij Malplaquet. Zodoende lanceerde maarschalk Claude Louis Hector de Villars in 1712 een nieuw offensief. Er ontstond een gat in het geallieerde front nadat de hertog van Ormonde zich teruggetrokken had tijdens het beleg van Le Quesnoy.

## Slag
Toen de hertog van Villars uitgebreide verkenningsmissies had uitgevoerd, besloot hij tot een snelle, geheime aanval op Denain. Tijdens de nacht van 24 juli naderden de Franse troepen die van Eugenius van Savoye die was gelegerd bij Landrecies. Hierop begon prins Eugenius met het versterken van zijn positie waardoor de rechtervleugel, die onder leiding stond van Arnold Joost van Keppel, onder druk kwam te staan. Gedurende de dageraad trok het Franse leger in drie colonnes op richting Denain. Toen de hertog van Albemarle de Franse opmars richting Denain in de gaten kreeg, stuurde hij bericht naar de prins, maar die zag het ernst van de situatie niet in. De Fransen profiteerden hier maximaal van en wisten de stellingen van de Nederlanders te doorbreken en velen van hen kwamen om toen de brug over de Schelde instortte.
Pas toen kwam Eugenius van Savoye in actie, maar de Franse regimenten onder leiding van prins van Tingry wisten de aanvallen van de Oostenrijkers af te slaan. In de vroege avonduren brachten de Fransen de andere brug tot zinken, waardoor de troepen van Van Keppel geïsoleerd kwamen te zitten en de geallieerden geen actie meer konden ondernemen om Denain te heroveren.

## Nasleep
De overwinning bij Denain was een belangrijke overwinning voor de Fransen. Door het verlies van Denain was het geallieerde front gebroken en waren de Fransen in de jaren die volgden, in staat de verloren gebieden te heroveren.